# James Bidgood
James Bidgood (28. března 1933, Madison – 31. ledna 2022 Manhattan) byl americký filmař, fotograf a umělec, který žil a pracoval v New Yorku.

## Životopis
Bidgood se narodil v Madisonu ve Wisconsinu 28. března 1933. V roce 1951 se odstěhoval do New Yorku. Jeho umělecká tvorba zahrnovala řadu médií a disciplín, včetně hudby, scénického designu a drag performance. Jeho zájmy ho časem přivedly k fotografii a filmu a právě pro tuto práci je nejznámější. Jeho fotografie jsou velmi dobře rozpoznatelné a vyznačují se estetikou vysoké fantazie. Jeho dílo, které bylo inspirováno raným zájmem o Florenze Ziegfelda, Folies Bergère a George Quaintance, zase posloužilo jako důležitá inspirace pro řadu umělců včetně Pierra et Gillese nebo Davida LaChapelle. Koncem 50. let navštěvoval Bidgood Parsons The New School for Design.
Bidgood uvedl film Pink Narcissus (Růžový narcis) v roce 1971 po natáčení ve svém malém bytě v letech 1963 až 1970. Film je fantazií bez dialogů soustředěnou kolem mladého a často nahého muže. Natáčení filmu trvalo sedm let a Bidgood postavil všechny kulisy ve svém malém bytě a kde také celý snímek natočil. Později své jméno z filmu odstranil, protože měl pocit, že editoři změnili jeho původní vizi. V důsledku toho film nesl slovo „Anonymní“ pro zásluhy režiséra a byl po mnoho let nesprávně připisován jiným režisérům, jako byl Andy Warhol. Teprve v roce 1998 se spisovatel Bruce Benderson rozhodl najít tvůrce Růžového narcisu a erotických fotografií, které Bidgood také anonymně zveřejnil v 60. letech. Nakonec objevil Bidgooda žijícího na 14. ulici na Manhattanu. Prostřednictvím přítele agenta zařídil Benderson poprvé vydání Bidgoodových výstupů pod svým jménem a také napsal první kompletní monografii o Bidgoodovi, která vyšla v nakladatelství Taschen. Bidgoodův film Růžový narcis byl znovu uveden v roce 2003 společností Strand Releasing.
Bidgoodovo dílo se vyznačuje velkou závislostí na invenci. Jeho fotografie představují propracované kulisy postavené z materiálů divadla, módy, designu a výtvarného umění.
Mnoho současných témat se nachází i v nejranějších Bidgoodových dílech. Tábor, identita, erotika, touha, marginalita a výkon, to vše výrazně figuruje v jeho portrétech aktů mužů. Zdá se, že Bidgood odkazuje na divadlo a performance, jeho techniky, pracovní postupy a mistrovské použití iluzionistické barvy naznačují jak zralé pochopení jeho vlivů a cílů, tak důležitý kontrast k uměleckým směrům doby, kdy dílo poprvé vzniklo. V roce 1999 vydalo nakladatelství Taschen o jeho díle monografii včetně životopisných snímků a fotografií z jeho filmu. V roce 2005 byl Bidgood oceněn grantem Creative Capital, který umožnil návrat k umělecké fotografii po téměř 40leté přestávce. Mezi jeho pozdější projekty patří práce pro Christiana Louboutina a časopis Out. V roce 2008 nakladatelství Taschen zahrnulo rozhovor s Bidgoodem do své publikace The Big Penis Book a v roce 2009 vydalo monografii. Nejnovější práce Bidgooda byla uvedena v Out v únoru 2009. Bidgood byl zastoupen ClampArt v New Yorku, stejně jako Larry Collins Fine Art v Provincetown, Massachusetts.
Bidgood zemřel na komplikace po onemocnění Covid-19 v nemocnici v Manhattanu 31. ledna 2022 ve věku 88 let.

## Výstavy
Mezi výstavní počiny Jamese Bidgooda patří skupinové výstavy v powerHouse, New York City (2007); Exit Art, New York City (2005); Fundacio Foto Colectiania, Barcelona (2003); a Nikolai Fine Art, New York City (2000). Měl samostatné výstavy v ClampArt, New York City (2007); Larry Collins Fine Art, Provincetown, Massachusetts (2007); Galerie Martyho Walkera, Dallas, Texas (2006); Galeria Espacio Minimo, Madrid, Španělsko (2002); Galeria Maraeini, Bologna, Itálie (2001); a Paul Morris Gallery, New York City (2001).